# Медведєва Світлана Володимирівна
Світлана Володимирівна Медведєва, до шлюбу Ліннік (нар. 15 березня 1965 року, Кронштадт, Ленінград, РРФСР, СРСР) — дружина третього Президента Росії і Прем'єр-міністра Росії Дмитра Медведєва.

## Біографія
Народилася 15 березня 1965 року в родині Володимира Олексійовича Лінніка, військового моряка, і економістки Лариси Іванівни Ліннік в місті Кронштадті. Виросла в селі Коваші, місті Ломоносові, Кронштадті, потім переїхали в Ленінград, де пішла до школи.
Познайомилася з учнем паралельного класу Дмитром Медведєвим в 1-му класі у 1972, навчалася у 1-му «В», а він у 1-му «Б», а почали зустрічатися в сьомому класі (в 14 років) середньої школи № 305 у районі Купчино (Ленінград). Брала участь у виставах, КВК і іншій самодіяльності.

### Освіта
Закінчила Ленінградський фінансово-економічний інститут факультет статистики, бухобліку і економічного аналізу, з першого курсу перевелася на вечірнє відділення, ще навчаючись почала працювати, працювала в Москві і займалася організацією громадських заходів у Санкт-Петербурзі.
З квітня 2007 року очолює піклувальну раду «Духовно-моральна культура підростаючого покоління Росії».

## Родина
24 грудня 1989 року або у 1993 році одружилася з Дмитром Медведєвим.
- Син Ілля Медведєв народився 3 серпня 1995 року[11].

## Громадська діяльність

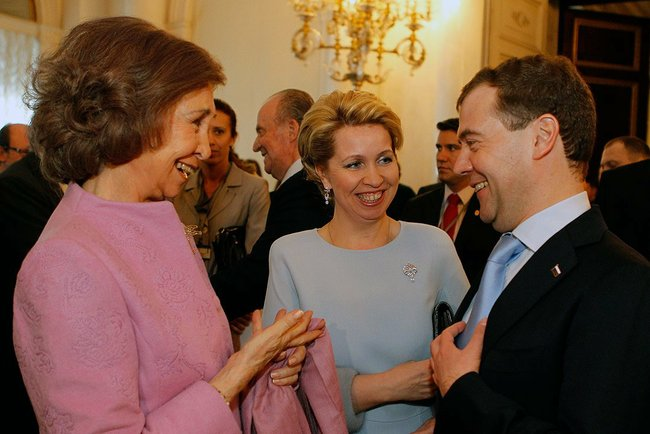
Королева Іспанії Софія, Світлана і Дмитро Медведєви в Сант-Петербурзі. 24 лютого 2011 року

Є керівницею піклувальної ради цілевої комплексної програми «Духовно-моральна культура підростаючого покоління Росії», створеною за благословінням московського Патріарха Алексій II. Також займається благодійництвом: патронує Санкт-Петербурзький будинок-інтернат № 1, в якому живе 316 вихованців у віці від 4 до 25 років. В кінці січня 2008 року здійснила паломництво до Дивеєвського монастиря.

## Нагороди та відзнаки
- 12 листопада 2007 року Патріарх Алексій II вручив їй Орден РПЦ святої рівноапостольної княгині Ольги II ступеня[13].
- 23 січня 2008 року Патріарх Московський і всієї Русі Алексій II вручив їй громадську нагороду Регіонального благодійного товариства фонду ім. Великої княгині Євдокії Московської — Патріарший знак Великої княгини Євдокії Московської[14].
- 29 вересня 2008 року мер Мілана (Італія) Летіція Моратті вручила їй вищу нагороду міста — «Амброджіно Д'Оро» («Золотий Амвросій», італ. Ambrogino d'Oro)[15][16].
- 14 листопада 2008 року Митрополит Смоленський і Калінінградський Кирилл вручив їй Благословенну Патріаршу грамоту за підготовку і проведення першого в Росії Дня сім'ї, кохання та вірності.[17]
- 2010 рік — Міжнародна премія Кирила і Мефодія (Слав'янський фонд Росії і Московська патріархія)[18]Світлана і Дмитро Медведєви, 2008 рік

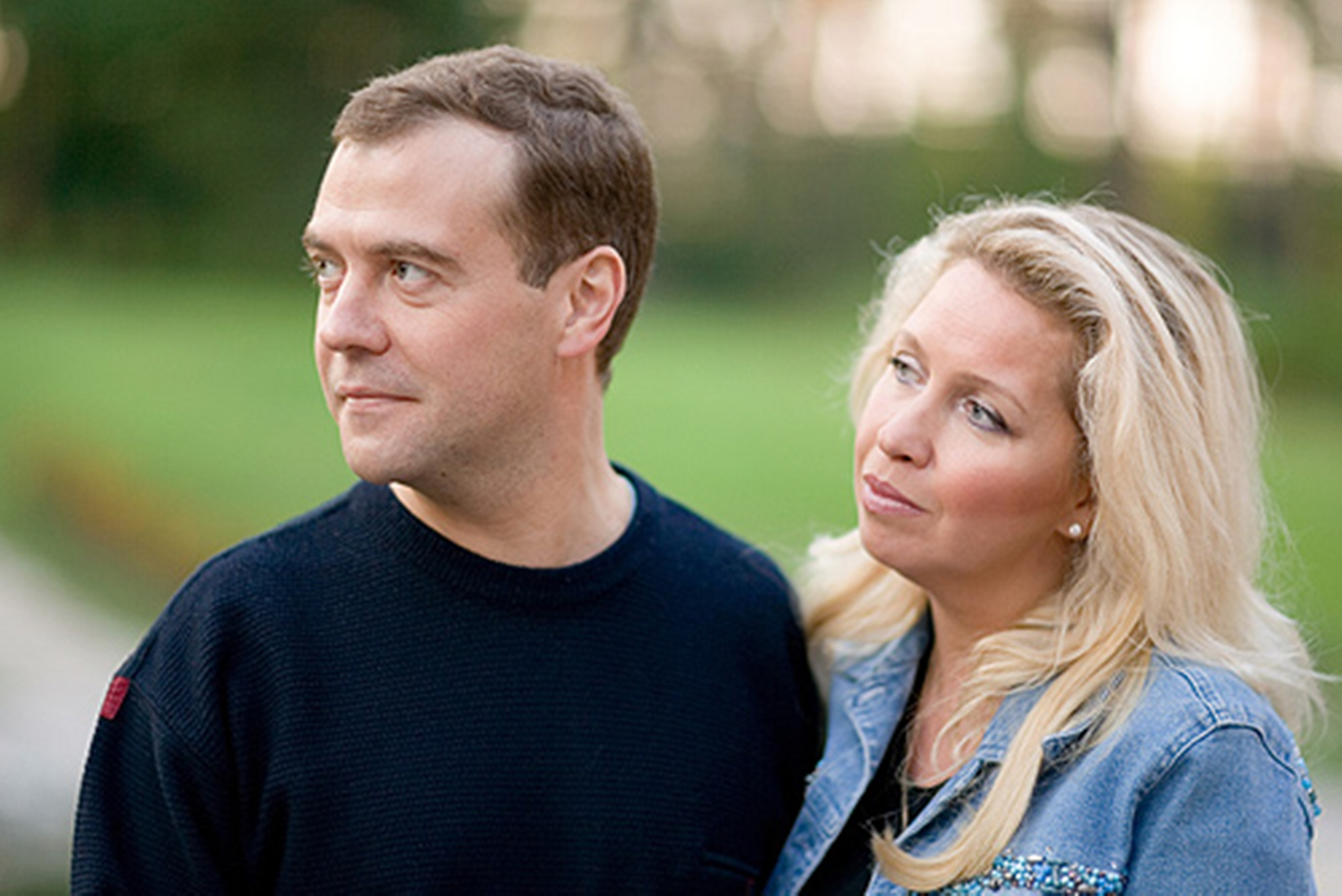
Світлана і Дмитро Медведєви, 2008 рік

## Санкції
30 вересня 2022 року Світлана Медведєва за підтримку військових дій проти України додана до санкційних списків США.
7 жовтня 2022 року додана до санкційного списку Японії.
23 лютого 2023 року додана до санкційного списку Канади.